# Guy Maddin

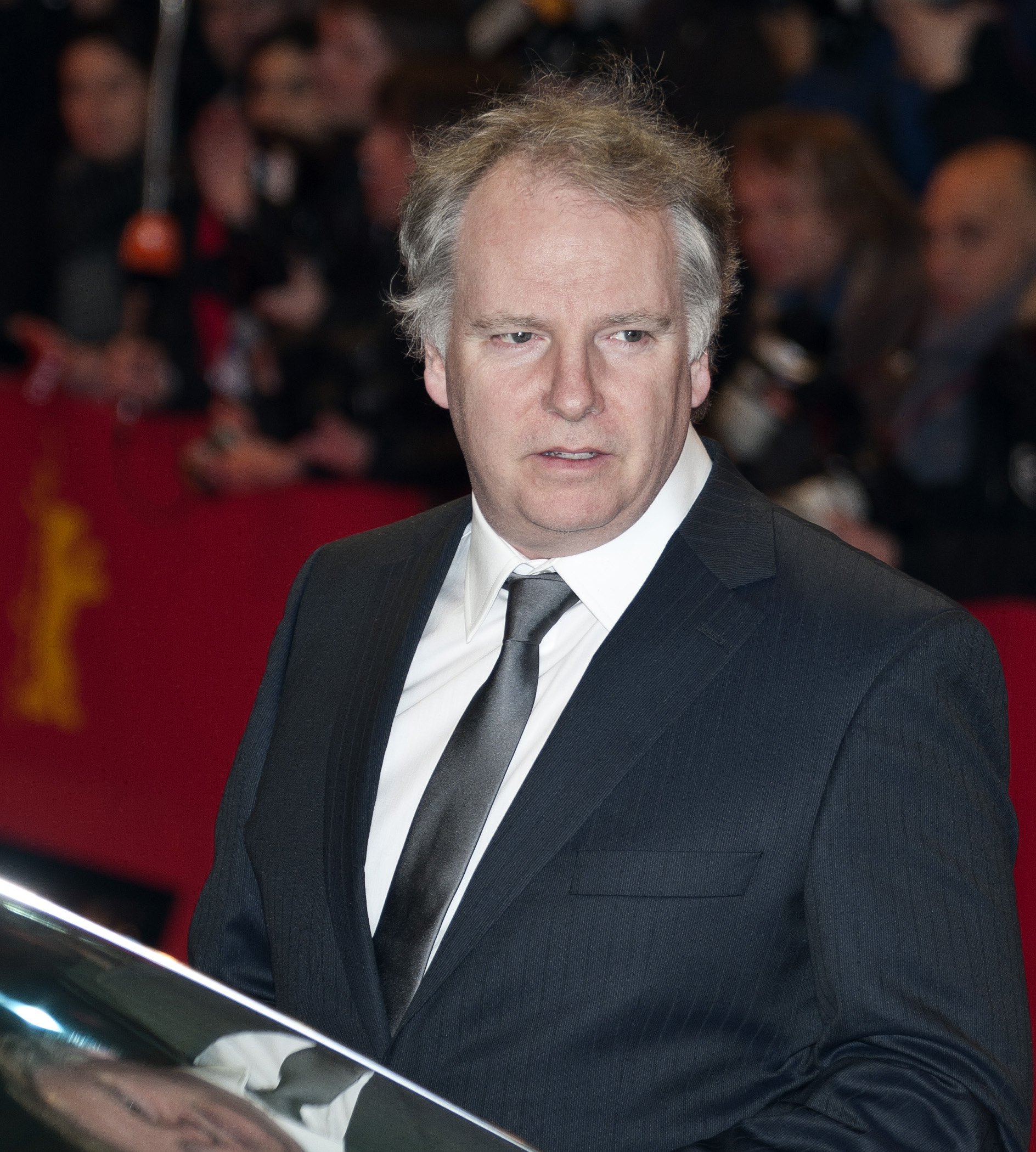
Guy Maddin

Guy Maddin (28 de febrero de 1956) es un guionista y director de cine canadiense. Es distinguido y apreciado por su original recreación de la estética del cine mudo y del primer cine sonoro. Su trabajo guarda semejanzas con el del también director David Lynch por el carácter experimental y surrealista.

## Vida y obra
Nacido en la ciudad de Winnipeg (ciudad en la que trascurre The Saddest Music in the World y a la que también ha dedicado un extraño documental surrealista, My Winnipeg), su educación cinematográfica se inició y consolidó al margen de cualquier escuela, rodando breves piezas con amigos los fines de semana.
Su primera película, The Dead Father, es un cortometraje de 26 minutos realizado en 1986 con una cámara Bolex de 16mm. Pese a ser un trabajo primerizo muestra ya algunas de las constantes de su cine: ironía y humor tamizando una historia trágica, mezcolanza de géneros y experimentación formal.
Dos años después llegaría su primer largometraje, Tales from the Gimli Hospital, rodada con un presupuesto de tan sólo 20000 dólares y que alcanzó cierta notoriedad al ser rechazada por el Festival de Toronto. Narra el desarrollo de una epidemia en el pueblo de Gimli a principios del siglo XX y en ella se pueden encontrar referencias y homenajes que van desde las vanguardias francesas al expresionismo alemán pasando por directores tótem de la época muda como Fritz Lang o David Wark Griffith.
Posteriormente, Maddin ha rodado más de 30 películas entre cortometrajes y largometrajes, pasando gradualmente del underground más oscuro al estreno y celebración de su películas en algunos de los más importantes festivales de cine del mundo.

## Filmografía

### Largometrajes
- Tales from the Gimli Hospital (Pestilencia, 1982).
- Archangel (Arcángel, 1990).
- Careful (1992).
- Twilight of the Ice Nymphs (1997).
- Dracula, Pages From a Virgin's Diary (Drácula: Páginas del diario de una virgen, 2002).
- Cowards Bend the Knee (Los cobardes hincan la rodilla, 2003).
- The Saddest Music in the World (La música más triste del mundo, 2003).
- Brand Upon the Brain! (2006).
- My Winnipeg (2007).
- Death of the Reel (2008).
- The Forbidden Room (2015).

### Cortometrajes
- The Dead Father (1986).
- Mauve Decade (1989).
- BBB (1989).
- Tyro (1990).
- Indigo High-Hatters (1991).
- The Pomps of Satan (1993).
- Sea Beggars or The Weaker Sex (1994).
- Odilon Redon or The Eye Like a Strange Balloon Mounts Toward Infinity (1995).
- Sissy Boy Slap Party or The Coming Terror (1995).
- Imperial Orgies or The Rabbi of Bacharach (1996).
- The Hands of Ida (1995).
- The Hoyden or Idylls of Womanhood (1998).
- The Cock Crew or Love-Chaunt of the Chimney (1998).
- Maldoror: Tygers (1998).
- Hospital Fragment (1999).
- The Heart of the World (2000).
- Fleshpots of Antiquity (2000).
- Fancy, Fancy Being Rich (2002).
- A Trip to the Orphanage (2004).
- Sombra Dolorosa (2004).
- Sissy Boy Slap Party (II) (2004).
- My Dad Is 100 Years Old (2006).
- Nude Caboose (2006).
- Odin’s Shield Maiden (2007)
- Invisíveis, Os (2008)
- Elms (2014).